# イワン・バグラミャン
イワン・フリストフォーロヴィチ・バグラミャン（ロシア語: Иван Христофорович Баграмян, アルメニア語: Հովհաննես խաչատուրի Բաղրամյան；1897年12月2日 - 1982年9月21日）は、ソ連の軍人。ソ連邦元帥。ソ連邦英雄（2度）。ロシアでは「イワン・フリストフォーロヴィチ・バグラミャン」と名乗ったが、アルメニア人としての本名は「ホヴハネス・ハチャトゥリ・バグラミャン」（Հովհաննես Խաչատուրի Բաղրամյան, Оване́с Хачату́рович Баргамян）である。

## 経歴
ロシア帝国エリザヴェートポリ（現ギャンジャ）出身。鉄道労働者の家に産まれた。アルメニア人。1915年からロシア帝国軍に召集され、1917年、准尉学校を卒業。
1920年12月、赤軍に志願し、ロシア内戦に従軍。騎兵指揮要員完全化課程（1925年）、上級指揮要員完全化課程（1931年）、フルンゼ名称軍事アカデミー（1934年）、参謀本部アカデミー（1938年）を卒業。1940年9月から軍、後にキエフ特別軍管区の参謀部作戦課長。
1941年の独ソ戦勃発後、南西戦線参謀部作戦課長に任命され、キエフ防衛戦に参加。同年12月末から南西方面参謀長、後に南西戦線参謀長となる。1942年7月から第16軍（1943年4月から第11親衛軍）司令官、1943年11月から第1沿バルト戦線（1945年3月からゼムランド軍集団）司令官となり、ベラルーシのヴィテプスク・オルシャ正面でドイツ中央軍集団を粉砕し、ドヴィナ川を強行渡河した（バグラチオン作戦）。この功績により、1944年7月29日、1つ目のソ連邦英雄称号とレーニン勲章が授与された。その後、戦線部隊はバルト海沿岸を確保し、リガ付近で30個師団以上のドイツ軍を本国と分断した。
1945年4月から第3白ロシア戦線司令官となり、東プロイセン作戦に参加し、ケーニヒスベルクを奪取した。
戦後、1945年～1954年、沿バルト軍管区司令官。1954年から国防省主任監察官、国防次官。1955年3月、ソ連邦元帥。1956年～1958年、参謀本部軍事アカデミー校長。1958年から国防次官、軍後方部長。1968年4月から監察総監主任監察官。
1961年からソ連共産党中央委員会委員（1952年から候補）。第2期～第10期ソ連最高会議代議員。
1982年9月21日、死去。赤の広場のクレムリンの壁墓所に埋葬。

## 表彰・受勲
ソ連邦英雄（1944年7月29日、1977年12月1日）。レーニン勲章7個、十月革命勲章、赤旗勲章3個、一等スヴォーロフ勲章2個、一等クトゥーゾフ勲章、三等「ソ連軍における祖国への奉仕に対する」勲章を受章。